# Oman na Mistrzostwach Świata w Lekkoatletyce 2015
Oman na Mistrzostwach Świata w Lekkoatletyce 2015 – reprezentacja Omanu podczas Mistrzostw Świata w Pekinie liczyła 1 zawodnika, który nie zdobył medalu.

## Występy reprezentantów Omanu
| Konkurencja            | Zawodnik          | Eliminacje | Eliminacje | Runda 1  | Runda 1 | Półfinał | Półfinał | Finał    | Finał   |
| Konkurencja            | Zawodnik          | Rezultat   | Pozycja    | Rezultat | Pozycja | Rezultat | Pozycja  | Rezultat | Pozycja |
| ---------------------- | ----------------- | ---------- | ---------- | -------- | ------- | -------- | -------- | -------- | ------- |
| Bieg na 100 m mężczyzn | Barakat Al-Harthi | 10,31      | 1. Q       | 10,24 SB | 33.     | NQ       | NQ       | NQ       | NQ      |